# Fanum de Fonteny
El fanum de Fonteny es un fanum, o templo galorromano, dedicado a Mercurio y ubicado en la localidad de Dampierre, en la región del Gran Este (Francia). El sitio fue utilizado como santuario desde el final del período galo hasta el Bajo Imperio.
El fanum de Fonteny se encuentra en las faldas de la meseta de Chanteroy, que domina toda la llanura, y está bordeada por una calzada romana.
En 1883 se encontró un altar rectangular de piedra blanca de 1.17 metros de altura con inscripciones y una estatua de Mercurio sentado que dejaban ver que el sitio estaba dedicado a esta deidad de la mitología romana.
En 1886 se producen nuevos descubrimientos. Se encuentra la cabeza de otra estatua de Mercurio y el cuerpo de una estatua femenina. Las primeras excavaciones importantes tuvieron lugar entre los años 1897 y 1898 por M. Cavaniol, cuando se encontró Una piedra votiva con la inscripción "Deo Mercur(io)/ C(aius) Antonius/ retro Segomar(us)/ Liberaris ex v(o)t(o)" y una placa grabada con la inscripción "V(...)CCO/ (...RII fil/ Sagarius/ Merurio/ v(otum) s(olvit) l(ibens) m(erito)".